# Yavi (departament)
Departament Yavi (hiszp. Departamento de Yavi) – departament położony jest w północnej części prowincji Jujuy. Jego powierzchnia wynosi 2942 km². Stolicą departamentu jest La Quiaca, założona w XVIII w. W 2010 roku populacja departamentu wynosiła 20806. Departament został utworzony na mocy ustawy prowincjonalnej z 26 listopada 1899 roku, określającej jego granice. Na północy graniczy z Boliwią, na wschodzie z prowincją Salta, na południu z departamentem Riconada i departamentem Cochinoca.
Na terenie departamentu oraz dwóch z nim sąsiadujących departamentów Cochinoca i Riconada, znajduje się utworzony w 1980 roku pomnik przyrody Laguna Pozuelos (hiszp. Monumento natural Laguna de los Pozuelos).  W 1990 roku Laguna de los Pozuelos została uznana za pierwszy rezerwat biosfery w Argentynie. Na terenie laguny występują rzadkie gatunki ptaków m.in. łyska wielka, płatkonóg trójbarwny, szablodziób andyjski, szlamnik amerykański. Jednak największą atrakcją laguny Pozuelos są trzy gatunki flamingów, które występują w ilości dochodzącej do 30 tysięcy sztuk. Są to flaming andyjski, flaming chilijski i flaming krótkodzioby. Najbardziej znane stanowiska archeologiczne w departamencie to: Yavi Chico, Laguna Colorada. Są to stanowiska odrębnej kultury archeologicznej kultury Yavi.
Przez departament przebiega Droga krajowa 9, która przebiega łącznie z północnym odcinkiem Droga krajowa 40 oraz kilka dróg prowincjonalnych (wojewódzkich) o numerach: 5, 12, 51, 67, 68, 69. 
Departament składa się z trzech sześciu gmin (municipios): Barrios (682 mieszkańców), Cangrejillos (373), El Cóndor (540), La  Quiaca (17199), Pumahuasi (964) i Yavi (1048).
W skład departamentu wchodzą m.in. miejscowości: Cangrejillos, El Cóndor, La Intermedia, La Quiaca, Llulluchayoc, Pumahuasi, Yavi, Yavi Chico, Barrios.